# Staurogyne polycaulis
Staurogyne polycaulis är en akantusväxtart som beskrevs av Cornelis Eliza Bertus Bremekamp. Staurogyne polycaulis ingår i släktet Staurogyne och familjen akantusväxter. Inga underarter finns listade i Catalogue of Life.